# La muette de Portici
 Der er for få eller ingen kildehenvisninger i denne artikel, hvilket er et problem. Du kan hjælpe ved at angive troværdige kilder til de påstande, som fremføres i artiklen.

La muette de Portici (Den Stumme [pige] i Portici) er en opera fra 1828 af Daniel François Esprit Auber.
Operaen opførtes 1830 på Det Kongelige Teater. Om sin opfattelse og udførelse af titelrollen skriver Fru Heiberg udførligt i sin selvbiografi.
Senere samme år, den 25. august 1830, udbrød den belgiske revolution efter opførelsen La muette de Portici i Bruxelles. Efter forestillingen gik publikum til angreb på en forhadt politikers bolig i utilfredshed med sammenlægningen af Belgien og Holland. Som følge af denne revolution blev de Østrigske Nederlande derefter til det selvstændige Belgien.